# Попов, Николай Леонидович
Николай Леонидович Попов (14.07.1901, Астрахань — 31.07.1994, Москва) — советский учёный, специалист в области радиосвязи, телеграфной связи. Лауреат Сталинской премии.
Окончил Ленинградский политехнический институт (1930, инженер-механик).
Работа:
- 1924—1942 — работник Остехбюро, последняя должность — главный инженер;
- 1942—1943 — начальник технического отдела Народного комиссариата электропромышленности СССР;
- 1946—1954 — член коллегии Министерства электропромышленности, затем выделенного из него Министерства промышленности средств связи СССР;
- 1954—1956 — главный инженер НИИ-244 Министерства радиопромышленности СССР (будущий ВНИИРТ);
- 1956 — ? — главный инженер НИИ-101 Министерства радиопромышленности СССР (будущий НИИАА).

Участвовал в разработках автомобильной телеграфно-телефонной радиостанции 11-АК, РРЛ «Фаза», cистемы «Алмаз», радиолокационных систем РУС-2 «Редут», «Гнейс-2», П-15 «Тропа», «Тополь-2», «Паутина».

## Награды и премии
Награды: орден Красной Звезды (1936), три ордена Трудового Красного Знамени (1951, 1952, 1953), медали.
Лауреат Сталинской премии за выдающиеся изобретения (1943) — за разработку системы «Алмаз». 